# Lijst van Formule 1-circuits

Landen met een Formule 1-circuit

Dit is een Lijst van Formule 1-circuits waar tussen 1950 en 2025 een Formule 1 Grand Prix is verreden.
In totaal zijn er op 81 verschillende circuits Grands Prix verreden. De eerste Grand Prix was de Grand Prix van Groot-Brittannië 1950, dit was op het circuit van Silverstone. Het langste circuit waar ooit een Formule 1 Grand Prix is verreden, was het circuit van Pescara (25 km) in 1957. Een van de bekendste circuits is de Nürburgring Nordschleife (22 km), hier werd tussen 1951 en 1976 de Grand Prix van Duitsland verreden.
Met 75 keer is het Autodromo Nazionale Monza het circuit waar de meeste Grands Prix in de Formule 1 zijn verreden. Alleen in 1980 werd daar niet de Grote Prijs van Italië georganiseerd, maar op het Autodromo Enzo e Dino Ferrari in Imola.
Huidige circuits (de circuits waar in 2025 een Grand Prix verreden wordt) zijn vetgedrukt weergegeven.
Deze lijst is bijgewerkt tot en met de Grand Prix van Saoedi-Arabië, verreden op 20 april 2025.
| Circuit                                            | Type                | Locatie                    | Race(s)                                                                                            | Seizoen(en) | Aantal races | Kaart                         |
| -------------------------------------------------- | ------------------- | -------------------------- | -------------------------------------------------------------------------------------------------- | --- | ------------ | ----------------------------- |
| Adelaide Street Circuit                            | Stratencircuit      | Adelaide                   | Grand Prix van Australië                                                                           | 1985–1995 | 11           | Adelaide                      |
| Ain-Diab Circuit                                   | Wegcircuit          | Casablanca                 | Grand Prix van Marokko                                                                             | 1958 | 1            | Ain-Diab                      |
| Aintree Motor Racing Circuit                       | Wegcircuit          | Liverpool                  | Grand Prix van Groot-Brittannië                                                                    | 1955, 1957, 1959, 1961–1962 | 5            | Aintree                       |
| Albert Park Circuit                                | Semi-stratencircuit | Melbourne                  | Grand Prix van Australië                                                                           | 1996–2019, 2022–2025 | 28           | Melbourne                     |
| Autódromo Internacional do Algarve                 | Racecircuit         | Portimão                   | Grand Prix van Portugal                                                                            | 2020–2021 | 2            | Portimão                      |
| Circuit of the Americas                            | Racecircuit         | Austin, Texas              | Grand Prix van de Verenigde Staten                                                                 | 2012–2019, 2021–2024 | 12           | Austin                        |
| AVUS                                               | Stratencircuit      | Berlijn                    | Grand Prix van Duitsland                                                                           | 1959 | 1            | AVUS                          |
| Bahrain International Circuit                      | Racecircuit         | Sakhir                     | Grand Prix van Bahrein                                                                             | 2004–2009, 2012–2025 | 20           | Bahrein International Circuit |
| Bahrain International Circuit (Endurance Circuit)  | Racecircuit         | Sakhir                     | Grand Prix van Bahrein                                                                             | 2010 | 1            |                               |
| Bahrain International Circuit (Buitenbaan Variant) | Racecircuit         | Sakhir                     | Grand Prix van Sakhir                                                                              | 2020 | 1            |                               |
| Baku City Circuit                                  | Stratencircuit      | Bakoe                      | Grand Prix van Europa, Grand Prix van Azerbeidzjan                                                 | 2016–2019, 2021–2024 | 8            | Baku Street Circuit           |
| Circuit de Barcelona-Catalunya                     | Racecircuit         | Montmeló                   | Grand Prix van Spanje                                                                              | 1991–2024 | 34           | Barcelona                     |
| Circuito da Boavista                               | Stratencircuit      | Porto                      | Grand Prix van Portugal                                                                            | 1958, 1960 | 2            | Boavista                      |
| Brands Hatch                                       | Racecircuit         | Kent                       | Grand Prix van Groot-Brittannië, Grand Prix van Europa                                             | 1964, 1966, 1968, 1970, 1972, 1974, 1976, 1978, 1980, 1982–1986                                                                      | 14           | Brands Hatch                  |
| Circuit Bremgarten                                 | Wegcircuit          | Bremgarten                 | Grand Prix van Zwitserland                                                                         | 1950-1954 | 5            | Bremgarten                    |
| Buddh International Circuit                        | Racecircuit         | Greater Noida              | Grand Prix van India                                                                               | 2011–2013 | 3            | Buddh International Circuit   |
| Bugatti Circuit                                    | Racecircuit         | Le Mans                    | Grand Prix van Frankrijk                                                                           | 1967 | 1            | Le Mans                       |
| Caesar's Palace Grand Prix Circuit                 | Stratencircuit      | Las Vegas                  | Grand Prix van Caesars Palace                                                                      | 1981-1982 | 2            | Caesar's Palace               |
| Circuit Charade                                    | Wegcircuit          | Clermont-Ferrand           | Grand Prix van Frankrijk                                                                           | 1965, 1969–1970, 1972 | 4            | Charade                       |
| Detroit Street Circuit                             | Stratencircuit      | Detroit                    | Grand Prix van de Verenigde Staten Oost                                                            | 1982–1988 | 7            | Detroit                       |
| Circuit de Dijon-Prenois                           | Racecircuit         | Dijon                      | Grand Prix van Frankrijk, Grand Prix van Zwitserland                                               | 1974, 1977, 1979, 1981–1982, 1984 | 6            | Dijon-Prenois                 |
| Donington Park                                     | Racecircuit         | Castle Donington           | Grand Prix van Europa                                                                              | 1993 | 1            | Donington Park                |
| Autódromo do Estoril                               | Racecircuit         | Estoril                    | Grand Prix van Portugal                                                                            | 1984–1996 | 13           | Estoril                       |
| Autodromo Enzo e Dino Ferrari                      | Racecircuit         | Imola                      | Grand Prix van Italië, Grand Prix van San Marino, Grand Prix van Emilia-Romagna                    | 1980 1981–2006, 2020–2022, 2024– | 31           | Imola                         |
| Fair Park Circuit                                  | Stratencircuit      | Dallas                     | Grand Prix van Dallas                                                                              | 1984 | 1            | Fair Park                     |
| Fuji Speedway                                      | Racecircuit         | Shizuoka                   | Grand Prix van Japan                                                                               | 1976–1977, 2007–2008 | 4            | Suzuka                        |
| Circuit Gilles Villeneuve                          | Semi-stratencircuit | Montréal                   | Grand Prix van Canada                                                                              | 1978–1986, 1988–2008, 2010–2019, 2022–2024                                                                                           | 43           | Montréal                      |
| Autódromo Hermanos Rodríguez                       | Racecircuit         | Mexico-Stad                | Grand Prix van Mexico, Grand Prix van Mexico-Stad                                                  | 1963–1970, 1986–1992, 2015–2019, 2021–2024                                                                                           | 24           | Autódromo Hermanos Rodríguez  |
| Hockenheimring                                     | Racecircuit         | Hockenheim                 | Grand Prix van Duitsland                                                                           | 1970, 1977–1984, 1986–2006, 2008, 2010, 2012, 2014, 2016, 2018–2019                                                                  | 37           | Hockenheimring                |
| Hungaroring                                        | Racecircuit         | Mogyoród                   | Grand Prix van Hongarije                                                                           | 1986–2024 | 39           | Hungaroring                   |
| Indianapolis Motor Speedway                        | Racecircuit         | Indianapolis               | Indianapolis 500, Grand Prix van de Verenigde Staten                                               | 1950–1960, 2000–2007 | 19           | Indianapolis Motor Speedway   |
| Istanbul Park                                      | Racecircuit         | Tuzla                      | Grand Prix van Turkije                                                                             | 2005–2011, 2020–2021 | 9            | Istanbul Park                 |
| Autódromo Internacional Nelson Piquet, Jacarepaguá | Racecircuit         | Rio de Janeiro             | Grand Prix van Brazilië                                                                            | 1978, 1981–1989 | 10           | Autódromo Nelson Piquet       |
| Circuito Permanente del Jarama                     | Racecircuit         | San Sebastián de los Reyes | Grand Prix van Spanje                                                                              | 1968, 1970, 1972, 1974, 1976–1979, 1981                                                                                              | 9            | Jarama                        |
| Jeddah Corniche Circuit                            | Stratencircuit      | Jeddah                     | Grand Prix van Saoedi-Arabië                                                                       | 2021–2025 | 5            | Jeddah                        |
| Circuito Permanente de Jerez                       | Racecircuit         | Jerez de la Frontera       | Grand Prix van Spanje, Grand Prix van Europa                                                       | 1986–1990, 1994, 1997 | 7            | Jerez                         |
| Autódromo José Carlos Pace, Interlagos             | Racecircuit         | São Paulo                  | Grand Prix van Brazilië, Grand Prix van São Paulo                                                  | 1973–1977, 1979–1980, 1990–2019, 2021–2024                                                                                           | 41           | Interlagos                    |
| Korean International Circuit                       | Semi-stratencircuit | Yeongam                    | Grand Prix van Zuid-Korea                                                                          | 2010–2013 | 4            | Korean International Circuit  |
| Kyalami Grand Prix Circuit                         | Racecircuit         | Halfweghuis                | Grand Prix van Zuid-Afrika                                                                         | 1967–1985, 1992–1993 | 21           | Kyalami                       |
| Las Vegas Street Circuit                           | Stratencircuit      | Las Vegas                  | Grand Prix van Las Vegas                                                                           | 2023–2024 | 2            |                               |
| Long Beach Street Circuit                          | Stratencircuit      | Long Beach                 | Grand Prix van de Verenigde Staten West                                                            | 1976–1983 | 8            | Long Beach                    |
| Losail International Circuit                       | Racecircuit         | Lusail                     | Grand Prix van Qatar                                                                               | 2021, 2023–2024 | 3            | Losail                        |
| Circuit de Nevers Magny-Cours                      | Racecircuit         | Nevers                     | Grand Prix van Frankrijk                                                                           | 1991–2008 | 18           | Magny-Cours                   |
| Marina Bay Street Circuit                          | Stratencircuit      | Singapore                  | Grand Prix van Singapore                                                                           | 2008–2019, 2022–2024 | 15           | Singapore                     |
| Miami International Autodrome                      | Stratencircuit      | Miami                      | Grand Prix van Miami                                                                               | 2022–2024 | 3            | Miami International Autodrome |
| Monsanto Park                                      | Stratencircuit      | Lissabon                   | Grand Prix van Portugal                                                                            | 1959 | 1            | Monsanto                      |
| Circuit de Monaco                                  | Stratencircuit      | Monte Carlo                | Grand Prix van Monaco                                                                              | 1950, 1955–2019, 2021–2024 | 70           | Monte Carlo                   |
| Montjuïc Circuit                                   | Stratencircuit      | Barcelona                  | Grand Prix van Spanje                                                                              | 1969, 1971, 1973, 1975 | 4            | Montjuïc Park                 |
| Circuit Mont-Tremblant                             | Racecircuit         | Mont-Tremblant             | Grand Prix van Canada                                                                              | 1968, 1970 | 2            | Mont-Tremblant                |
| Autodromo Nazionale Monza                          | Racecircuit         | Monza                      | Grand Prix van Italië                                                                              | 1950–1979, 1981–2024 | 74           | Monza                         |
| Mosport International Raceway                      | Racecircuit         | Bowmanville                | Grand Prix van Canada                                                                              | 1967, 1969, 1971–1977 | 8            | Mosport Park                  |
| Autodromo Internazionale del Mugello               | Racecircuit         | Florence                   | Grand Prix van Toscane                                                                             | 2020 | 1            | Mugello Circuit               |
| Nivelles-Baulers Circuit                           | Racecircuit         | Nijvel                     | Grand Prix van België                                                                              | 1972, 1974 | 2            | Nijvel                        |
| Nürburgring (GP-Parcours)                          | Racecircuit         | Nürburg                    | Grand Prix van Duitsland, Grand Prix van Europa, Grand Prix van Luxemburg, Grand Prix van de Eifel | 1984-1985, 1995–2007, 2009, 2011, 2013, 2020                                                                                         | 19           | Nürburgring                   |
| Nürburgring Nordschleife                           | Wegcircuit          | Nürburg                    | Grand Prix van Duitsland                                                                           | 1951–1958, 1961–1969, 1971–1976 | 23           | Nürburgring Nordschleife      |
| Autódromo Oscar y Juan Gálvez                      | Racecircuit         | Buenos Aires               | Grand Prix van Argentinië                                                                          | 1953–1958, 1960, 1972–1975, 1977–1981, 1995–1998                                                                                     | 20           | Oscar Alfredo Galvez          |
| Österreichring                                     | Racecircuit         | Spielberg                  | Grand Prix van Oostenrijk                                                                          | 1970–1987 | 18           | Österreichring                |
| Circuit Paul Ricard                                | Racecircuit         | Le Castellet               | Grand Prix van Frankrijk                                                                           | 1971, 1973, 1975–1976, 1978, 1980, 1982–1983 1985–1990, 2018–2019, 2021–2022                                                         | 18           | Paul Ricard                   |
| Circuit de Pedralbes                               | Stratencircuit      | Barcelona                  | Grand Prix van Spanje                                                                              | 1951, 1954 | 2            | Pedralbes                     |
| Pescara Circuit                                    | Wegcircuit          | Pescara                    | Grand Prix van Pescara                                                                             | 1957 | 1            | Pescara                       |
| Phoenix Street Circuit                             | Stratencircuit      | Phoenix                    | Grand Prix van de Verenigde Staten                                                                 | 1989–1991 | 3            | Phoenix                       |
| Prince George Circuit                              | Racecircuit         | Oost-Londen                | Grand Prix van Zuid-Afrika                                                                         | 1962–1963, 1965 | 3            | East London                   |
| Red Bull Ring                                      | Racecircuit         | Spielberg                  | Grand Prix van Oostenrijk, Grand Prix van Stiermarken                                              | 1997–2003, 2014–2019, 2020 (2x), 2021 (2x), 2022–2024                                                                                | 20           | Red Bull Ring                 |
| Circuit de Reims-Gueux                             | Wegcircuit          | Reims                      | Grand Prix van Frankrijk                                                                           | 1950–1951, 1953–1954, 1956, 1958–1961, 1963, 1966                                                                                    | 11           | Reims-Gueux                   |
| Riverside International Raceway                    | Racecircuit         | Riverside                  | Grand Prix van de Verenigde Staten                                                                 | 1960 | 1            | Riverside Raceway             |
| Circuit de Rouen-les-Essarts                       | Wegcircuit          | Rouen                      | Grand Prix van Frankrijk                                                                           | 1952, 1957, 1962, 1964, 1968 | 5            | Rouen-Les-Essarts             |
| Scandinavian Raceway                               | Racecircuit         | Anderstorp                 | Grand Prix van Zweden                                                                              | 1973–1978 | 6            | Anderstorp                    |
| Sebring International Raceway                      | Wegcircuit          | Sebring                    | Grand Prix van de Verenigde Staten                                                                 | 1959 | 1            | Sebring                       |
| Sepang International Circuit                       | Racecircuit         | Kuala Lumpur               | Grand Prix van Maleisië                                                                            | 1999–2017 | 19           | Sepang                        |
| Shanghai International Circuit                     | Racecircuit         | Jiading                    | Grand Prix van China                                                                               | 2004–2019, 2024–2025 | 18           | Shanghai                      |
| Circuit Silverstone                                | Racecircuit         | Towcester                  | Grand Prix van Groot-Brittannië, Grand Prix van het 70-jarig Jubileum                              | 1950–1954, 1956, 1958, 1960, 1963, 1965, 1967, 1969, 1971, 1973, 1975, 1977, 1979, 1981, 1983, 1985, 1987–2019, 2020 (2x), 2021–2024 | 59           | Silverstone Circuit           |
| Sochi Autodrom                                     | Semi-stratencircuit | Sotsji                     | Grand Prix van Rusland                                                                             | 2014–2021 | 8            | Sotsji                        |
| Circuit de Spa-Francorchamps                       | Weg-/racecircuit    | Spa                        | Grand Prix van België                                                                              | 1950–1956, 1958, 1960–1968, 1970, 1983, 1985–2002, 2004–2005, 2007–2024                                                              | 57           | Spa-Francorchamps             |
| Suzuka Circuit                                     | Racecircuit         | Suzuka                     | Grand Prix van Japan                                                                               | 1987–2006, 2009–2019, 2022–2025 | 35           | Suzuka                        |
| Tanaka International Circuit                       | Racecircuit         | Aida                       | Grand Prix van de Pacific                                                                          | 1994–1995 | 2            | TI Circuit                    |
| Valencia Street Circuit                            | Stratencircuit      | Valencia                   | Grand Prix van Europa                                                                              | 2008–2012 | 5            | Valencia Street Circuit       |
| Watkins Glen                                       | Wegcircuit          | Watkins Glen               | Grand Prix van de Verenigde Staten                                                                 | 1961–1980 | 20           | Watkins Glen                  |
| Yas Marina Circuit                                 | Racecircuit         | Abu Dhabi                  | Grand Prix van Abu Dhabi                                                                           | 2009–2024 | 16           | Yas Marina Circuit            |
| Circuit Zandvoort                                  | Racecircuit         | Zandvoort                  | Grand Prix van Nederland                                                                           | 1952–1953, 1955, 1958–1971, 1973–1985, 2021–2024                                                                                     | 34           | Zandvoort                     |
| Zeltweg Luchthaven Circuit                         | Wegcircuit          | Zeltweg                    | Grand Prix van Oostenrijk                                                                          | 1964 | 1            | Zeltweg                       |
| Circuit Zolder                                     | Racecircuit         | Heusden-Zolder             | Grand Prix van België                                                                              | 1973, 1975–1982, 1984 | 10           | Zolder                        |